# Lojeu
Lojeu (belarussisch Лоеў, russisch Лоев /Lojew) ist eine Siedlung städtischen Typs im Südosten von Belarus mit 6739 Einwohnern (2017).

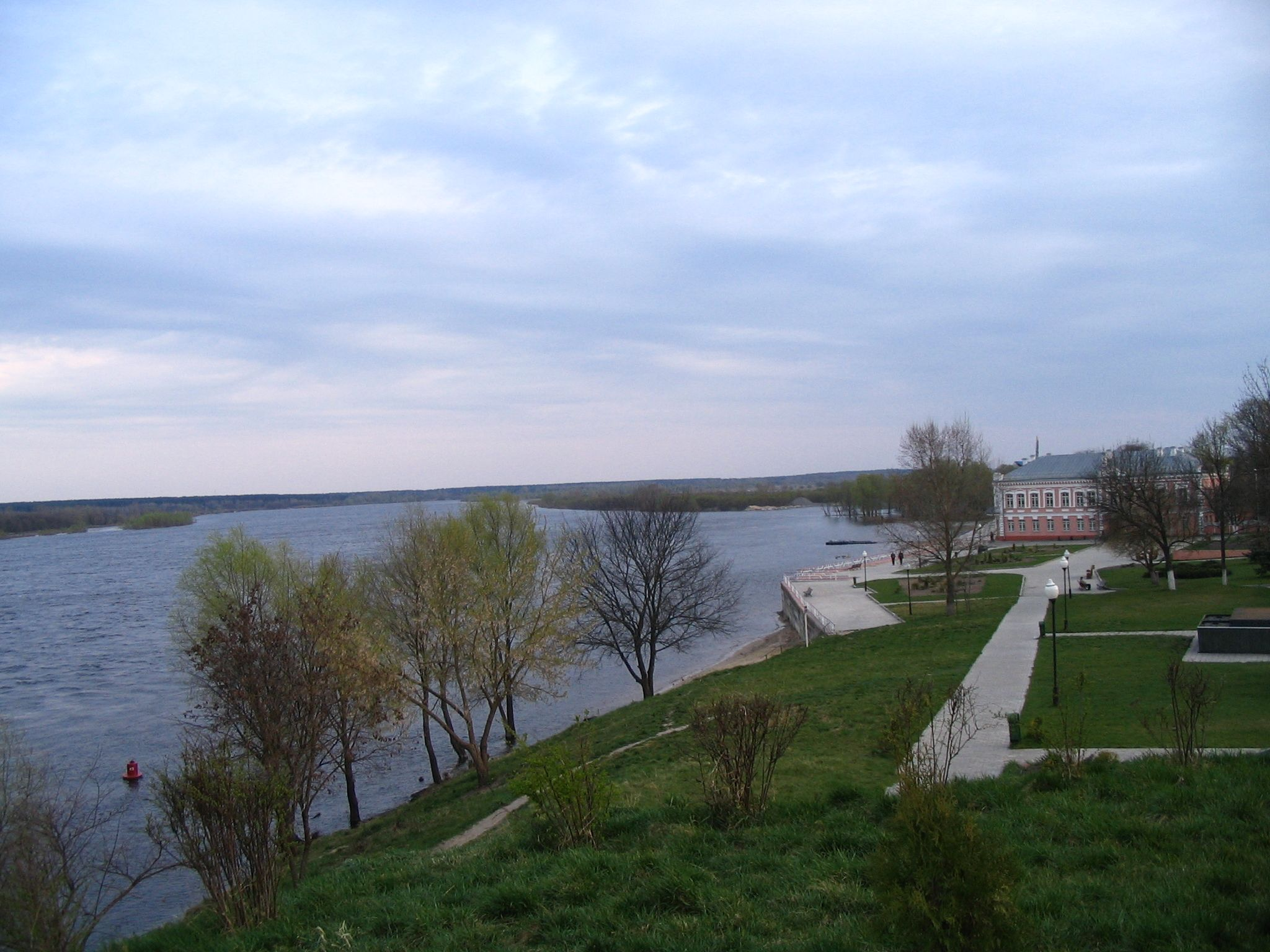
Blick auf das Dneprufer der Stadt

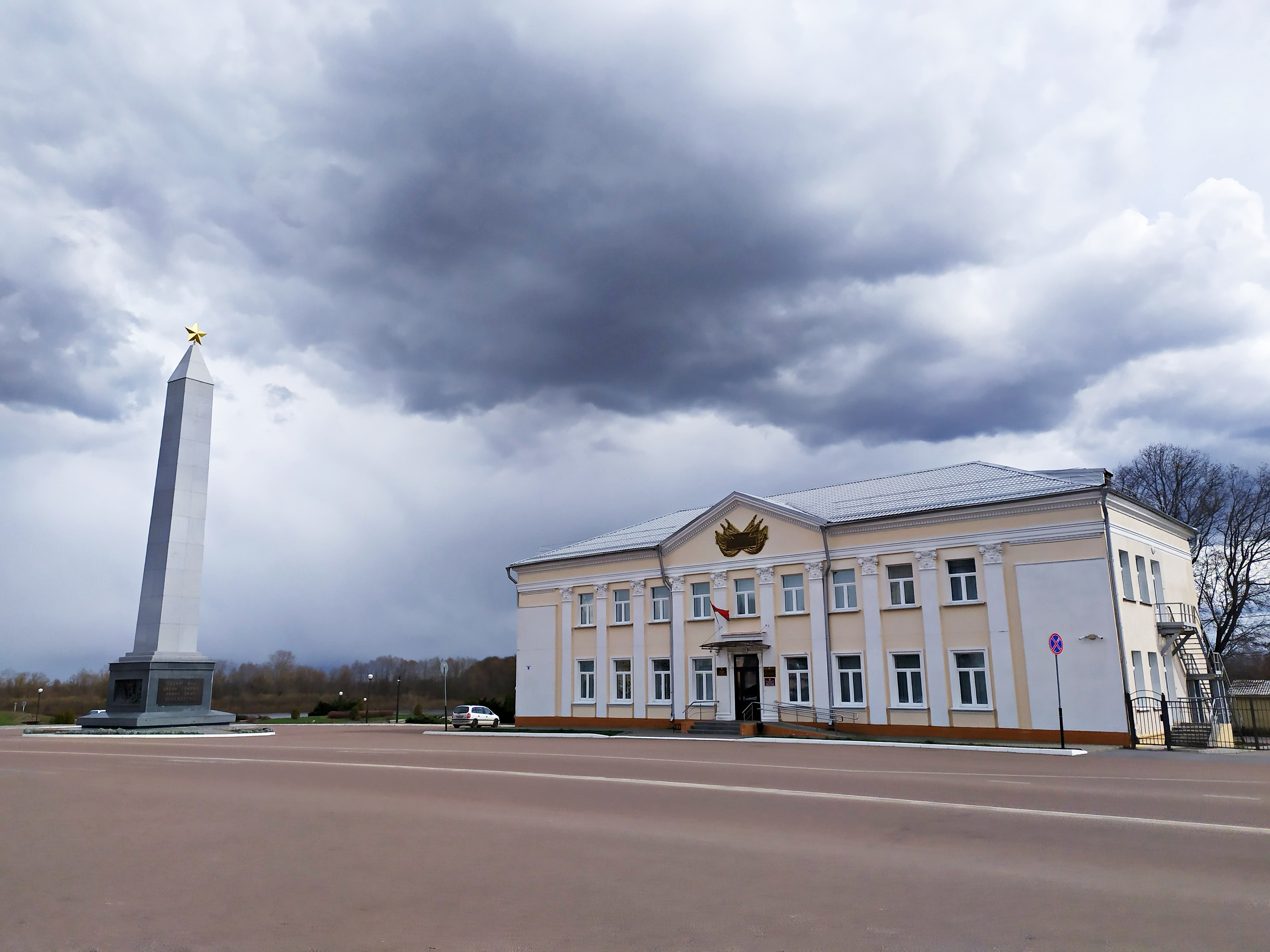
Zentraler Platz

## Geografie
Lojeu ist das administrative, wirtschaftliche und kulturelle Zentrum des Rajon Lojeu innerhalb der Homelskaja Woblasz.
Die Ortschaft mit einer Fläche von 676.8433 ha liegt am rechten Ufer des Dnepr gegenüber der Mündung der Sosch in diesen. Der Dnepr bildet ab der Ortschaft die Grenze zur ukrainischen Oblast Tschernihiw.
Lojeu ist durch die Fernstraßen R 32 und R 125 an das belarussische Straßennetz angebunden und befindet sich etwa 100 km südlich von Homel und 60 km südöstlich der Stadt Retschyza mit dem nächstgelegenen Bahnhof.

## Geschichte
Bei der erstmals 1505 schriftlich erwähnten Ortschaft fand Ende Juli 1649 eine zweitägige Schlacht des Chmelnyzkyj-Aufstandes zwischen den unterlegenen Truppen des ukrainischen Hetman Bohdan Chmelnyzkyj und den siegreichen Truppen des polnischen Feldhetman Janusz Radziwiłł statt, in deren Verlauf mehr als 12.000 Soldaten fielen.
1861 gab es in Lojeu 361 Bauernhöfe, zwei orthodoxe Kirchen und zwei jüdische Schulen. Die Bevölkerung war hauptsächlich orthodoxen Glaubens. Die erste öffentliche Schule entstand 1863. Bis 1914 hatte die Ortschaft 8000 Einwohner und eine Brücke über den Dnepr zur Verbindung mit Tschernihiw und Kiew.
Während des russischen Bürgerkrieges wurde Lojeu von polnischen Truppen besetzt. In einer Gegenoffensive durch die Dnepr-Flottille, in deren Folge die Dnepr-Brücke zerstört wurde, konnte die Ortschaft wieder befreit werden.
Zwischen August 1941 und dem 16. Oktober 1943 war der Ort von Nazideutschland besetzt.
Seit 1938 ist Lojeu eine Siedlung städtischen Typs.

## Bevölkerungsentwicklung
| Demographische Entwicklung |
| -------------------------- |
|                            |